# Самонавантажувач
Самонавантажувач - комбінований транспортно-навантажувальний засіб, що включає кран-навантажувач та вантажний автомобіль. Призначений для виконання навантажувально-розвантажувальних робіт та перевезення довговимірного технологічного обладнання.

## Приклади
- САМОНАВАНТАЖУВАЧ АВТОМОБІЛЬНИЙ ПРОМИСЛОВИЙ ПС-0,5 К – самонавантажувач з гідравлічним краном, змонтований на шасі автомобіля і призначений для виконання навантажувально-розвантажувальних робіт та перевезення довговимірного технологічного нафтопромислового обладнання (ШСН, ЕВН, штанг, НКТ з покриттям, а також інструменту й обладнання різних видів). Технічна характеристика самонавантажувача ПС-0,5К: вантажопідіймальність – 39 кН; максимальна довжина вантажу, що перевозиться – 8 м; максимальна швидкість пересування – 60 км/год; вантажопідіймальний пристрій – гідравлічний кран 4030П; вантажопідіймальність крана – 5 кН; максимальний виліт стріли – 3,6 м; максимальний поперечний кут статичної стійкості – 290; габаритні розміри самонавантажувача – 9000х2500х3800 мм; повна маса самонавантажувача – 15,1 т.

- САМОНАВАНТАЖУВАЧ АВТОМОБІЛЬНИЙ ПРОМИСЛОВИЙ ПС-6,5М – самонавантажувач, змонтований на шасі автомобіля і призначений для механізованого навантаження, розвантаження i транспортування нафтопромислового обладнання. Він охоплює спеціальну вантажну платформу, що скочується, поворотну раму для опускання-піднімання платформи під час навантажувально-розвантажувальних операцій та лебідковий пристрій із трособлоковою системою. Технічна характеристика самонавантажувача ПС-6,5М: вантажопіднімальність – 65 кН; максимальне тягове зусилля – 70 кН; максимальна маса вантажу, що одночасно натягується – 6,5 т; максимальна швидкість пересування – 60 км/год; габаритні розміри – 9400х2724х3200 мм; маса спорядженого (без вантажу і бригади) самонавантажувача – 14,965 т; повна маса самонавантажувача – 21,69 т.